# Samorząd
Samorząd – ustalony prawnie zakres kompetencji do samodzielnego decydowania o sprawach określonej społeczności, wykonywanie funkcji uzupełniających w stosunku władz np. szkoły, zakładu produkcyjnego, władz państwowych.
Pojęcie samorządu wywodzi się z niem: Selbstverwaltung (samodzielny zarząd, samorząd), używanego dla określenia lokalnej administracji publicznej nie sprawowanej przez państwo. Znanym teoretykiem samorządu w nauce niemieckiej był XIX-wieczny uczony Rudolf von Gneist.
Samorząd w strukturze państwa oznacza powierzenie przez państwo realizacji różnego rodzaju zadań z zakresu administracji publicznej (czasem również sądowniczej) zrzeszeniom osób, których dotyczą skutki wykonywania tych zadań.
Samorząd oznacza również administrację publiczną wykonywaną samodzielnie przez odrębne od państwa, posiadające osobowość prawną wspólnoty osób (korporacje, związki publicznoprawne). W ujęciu negatywnym samorząd jest to po prostu administracja sprawowana nie przez państwo.
Na gruncie nauk prawnych istnieje rozbudowana definicja samorządu oparta na spostrzeżeniach Teresy Rabskiej. W tym ujęciu samorząd rozumiany jest jako wyodrębniona i określona przez przepisy grupa społeczna, w której członkostwo powstaje z mocy prawa, powołana do samodzielnego wykonywania zadań z zakresu administracji publicznej, w formach właściwych dla administracji rządowej, posiadająca organizację ustawowo ustaloną, o charakterze przedstawicielskim, kontrolowaną przez grupę, podlegająca nadzorowi ze strony państwa, ponosząca odpowiedzialność za swoje działania, wykonująca zadania własne i zlecone, posiadająca osobowość prawną i przysługujące jej prawo własności.

## Rodzaje samorządu
Rodzaje samorządu:
1. terytorialny – dotyczący wspólnoty osób zamieszkujących dane terytorium
2. funkcjonalny – dotyczący wspólnoty osób opartej na więzi pracy, wykonywania zawodu lub innej działalności.

Samorządy można podzielić również na
1. samorząd oparty na substracie majątkowym, np. fundacja.
2. samorząd oparty na substracie osobowym:
  - samorząd terytorialny, np. gmina,
  - samorząd wyznaniowy, np. gmina żydowska.
  - samorząd narodowościowy,
  - samorząd gospodarczy, np. izby gospodarcze, izby rolnicze, organizacje samorządu gospodarczego rzemiosła
  - samorząd zawodowy, w tym samorządy zawodów zaufania publicznego, np. samorząd adwokacki.